# واکر رنجر تگزاس: محاکمه توسط آتش
واکر، رنجر تگزاس: محاکمه توسط آتش (به انگلیسی: Walker, Texas Ranger: Trial by Fire) یک تله‌فیلم آمریکایی محصول سال ۲۰۰۵ در ژانر اکشن به کارگردانی آرون نوریس که بر اساس یک سریال تلویزیونی با همین نام که بین سال‌های ۱۹۹۳ الی ۲۰۰۱ پخش می‌شود ساخته شده‌است.

## بازیگران
- چاک نوریس در نقش کوردل واکر
- شری جی ویلسون در نقش الکس کاهیل
- جودسون میلز در نقش فرانسیس گاج
- آندره کریستوف در نقش رشت هارپر
- جنین ترنر در نقش کی آستین
- استیون ویلیامز در نقش مایک بارتون
- برت لهر در نقش جرمی هاپکینز
- بروس لاک در نقش چشم آبی
- میچل موسو در نقش جاش باولی
- ند وون در نقش گرت ایوانز
- دانیل کلی نوریس در نقش آنجلا واکر
- داریل کاکس در نقش آرون گوردون
- گلن موشور در نقش رید لارکین
- مگی میات در نقش دی دی مایکلز
- تیموتی وهل در نقش آدام هاپکینز
- درک سوتورز در نقش کلیت تایون
- سلنا گومز در نقش جولی
- کلارنس گیلیارد در نقش جیمز تریوست
- چارلز بیکر در نقش هرمان ون هورن